# Orano Rolfo
Orano Rolfo (San Benigno Canavese, 8 gennaio 1951) è un ex calciatore italiano, di ruolo attaccante.

## Carriera
Ala sinistra cresciuta nella Juventus, nel 1971 passa al Novara che, dopo il debutto in Serie B, lo gira al Vigevano in Serie C.
Rientra al Novara dove disputa tre campionati cadetti mettendo a segno 8 reti e nel 1976 gioca un campionato di Serie C con l'Alessandria.
L'anno successivo disputa le ultime due gare in Serie B con la maglia del Brescia prima di chiudere la carriera qualche più tardi nel Campionato Interregionale.